# Карабуранкёль
Карабуранкёль (Кара-Кошун, Тайтэмаху; кит. 台特马湖) — озеро в Синьцзян-Уйгурском автономном районе Китая. Расположено на западе страны, в восточной части Таримской впадины. Высота над уровнем моря — 831 м. Вода в северной части пресная, в южной — солёная.
Площадь поверхности водоёма составляет 88 км². Средняя глубина варьируется от 1 до 2 м. Наибольшие глубины отмечаются около устья реки Черчен и достигают 10 м.
В многоводные годы озеро затапливает близлежащие болота и тростниковые заросли. Во время разлива реке Тарим удаётся достичь озера, а часть воды из его восточной части утекает в соседнее озеро Миранкёль. Максимальная площадь поверхности водоёма может достигать 250 км².